# Jerusalém (livro sueco)
Jerusalém - em sueco Jerusalem - é um romance da escritora sueca e Prêmio Nobel de Literatura Selma Lagerlöf, publicado dois volumes entre 1901 e 1902 pela Editora Bonnier em Estocolmo. Foi escrito depois das viagens da escritora pelo Oriente e é inspirado na peregrinação de grupo de religiosos suecos que, em 1896, partiu de Nås em Dalarna para a cidade santa, Jerusálem. . Esta obra está acessível pela Internet através do Banco da Literatura - Litteraturbanken.

## História
A obra acompanha ficcionalmente várias gerações na Suécia rural e religiosa do séc. XIX. O foco está num grupo de camponeses da Dalecárlia que emigra em 1896 para Jerusalém, convicto de que o fim do Mundo e o regresso de Cristo está eminente.
Em Jerusalém, os peregrinos suecos aderem à "Colônia Americana", grupo religioso que praticava caridade para os habitantes da cidade.
| “                                             | Amém, amém! disseram os camponeses uns aos outros. E seus corações estavam cheios de uma confiança tão forte que eles sentiram como se pudessem andar sobre as águas | ” |
| — Selma Lagerlöf - Jerusalém (tradução livre) | |   |

## Antecedentes
Antes de iniciar a escrita livro, Selma Lagerlöf foi a Jerusalém para se encontrar com os agricultores peregrinos de Dalarna e já de volta à Suécia, ela foi a Nås para encontrar aqueles que permaneceram pela região. Ela trouxe consigo caixas de cartas e presentes dos colonos. As notas dessas viagens provavelmente estão incluídas no romance Jerusalém. 

## Publicação
O primeiro volume de "Jerusalém" foi publicado em sueco em 1901. O romance foi elogiado por unanimidade pelos críticos e, depois de Gösta Berling, finalmente consolidou a reputação de Selma Lagerlöf como uma escritora única. Na Alemanha, Jerusalém tornou-se a pedra angular da popularidade de Selma Lagerlöf.
Em 1902 foi publicado o segundo volume de "Jerusalém" em sueco. A recepção desta vez não foi tão entusiástica quanto no primeiro volume. A própria Selma Lagerlöf não ficou totalmente satisfeita com o segundo volume e o reformulou extensivamente em 1909. A versão do segundo volume em circulação hoje é a versão revisada de 1909.

## Versão cinematográfica
Jerusalém está adaptado ao cinema em várias versões, entre as quais o filme Jerusalem de 1996 do cineasta Bille August.